# Penya-Roja

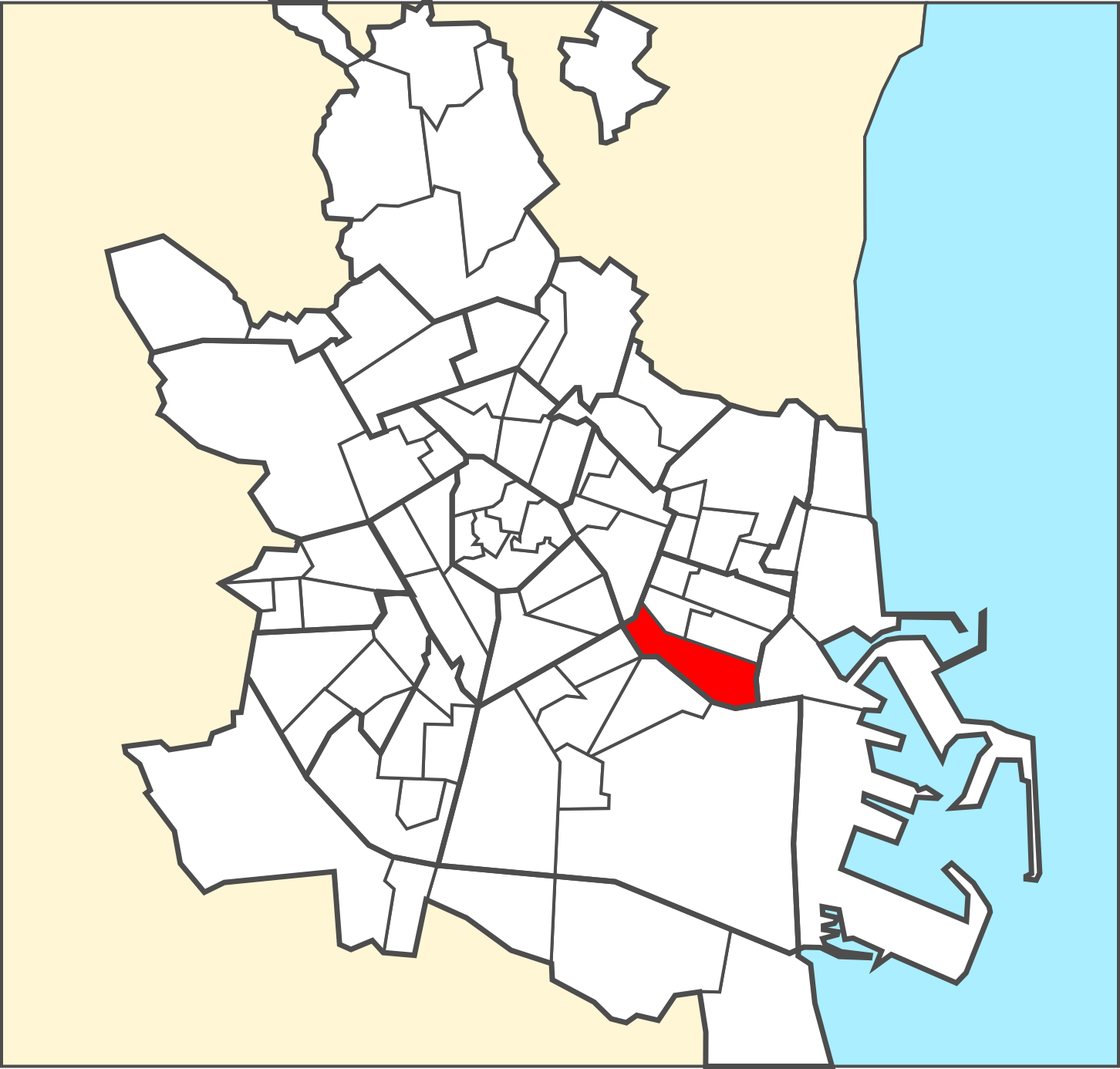
Emplazamiento del barrio de Penya-Roja en Valencia.

Penya-Roja (en español Peña Roja) es un barrio de la ciudad de Valencia (España), perteneciente al distrito de Caminos al Grao. Está situado al sudeste de la ciudad y limita al norte con Camí Fondo y La Cruz del Grao, al este con Grao, al sur con La Punta, Ciudad de las Artes y las Ciencias y Monteolivete y al oeste con Mestalla. Su población en 2022 era de 13.123 habitantes.
Recibe este nombre por ser la antigua partida de Penya-Roja, en la cual, en 1863 se construyó una ermita, actualmente integrada en el colegio concertado de la zona, el Ave Maria de Penya-Roja, con más de 50 años de existencia.